# Accept
Accept je njemački heavy metal sastav. Godine 1968. osnovao ga je Udo Dirkschneider pod imenom Band X. Jedan je od prvih heavy metal sastava u Njemačkoj. Do 2021. je objavio 16 studijskih album, među kojima su komercijalno najuspješniji Balls to the Wall i Metal Heart, poimence objavljeni 1983. i 1985.

## Sastav
Sadašnja postava
- Wolf Hoffmann – gitara (1976. – 1989., 1992. – 1997., 2005., 2009. – danas)
- Mark Tornillo – vokali (2009. – danas)
- Christopher Williams – bubnjevi (2015. – danas)
- Uwe Lulis – gitara (2015. – danas)
- Martin Motnik – bas-gitara (2018. – danas)
- Philip Shouse – gitara (2019. – danas)

Bivši članovi
- Peter Baltes – bas-gitara (1976. – 1989., 1992. – 1997., 2005., 2009. – 2018.)
- Frank Friedrich – bubnjevi (1976. – 1979.)
- Gerhard Wahl – gitara (1976. – 1978.)
- Udo Dirkschneider – vokali (1976. – 1987., 1992. – 1997., 2005.)
- Jörg Fischer – gitara (1978. – 1982., 1984. – 1988.)
- Stefan Kaufmann – bubnjevi (1980. – 1989., 1992. – 1994.)
- Herman Frank – gitara (1982. – 1984., 2005., 2009. – 2014.)
- Michael White – vokali (1987.)
- Rob Armitage – vokali (1987. – 1988.)
- David Reece – vokali (1988. – 1989.)
- Ken Mary – bubnjevi (1989.)
- Jim Stacey – gitara (1989.)
- Stefan Schwarzmann – bubnjevi (1994. – 1995., 2005., 2009. – 2014.)
- Michael Cartellone – bubnjevi (1995. – 1997.)

## Diskografija
Studijski albumi
- Accept (1979.)
- I'm a Rebel (1980.)
- Breaker (1981.)
- Restless and Wild (1982.)
- Balls to the Wall (1983.)
- Metal Heart (1985.)
- Russian Roulette (1986.)
- Eat the Heat (1989.)
- Objection Overruled (1993.)
- Death Row (1994.)
- Predator (1996.)
- Blood of the Nations (2010.)
- Stalingrad (2012.)
- Blind Rage (2014.)
- The Rise of Chaos (2017.)
- Too Mean to Die (2021.)
- Humanoid (2024.)

Koncertni albumi
- Kaizoku-Ban (1985.)
- Staying a Life (1990.)
- All Areas - Worldwide (1997.)
- Restless and Live: Blind Rage Live in Europe 2015 (2017.)
- Symphonic Terror: Live at Wacken 2017 (2018.)

Kompilacije
- Best of Accept (1983.)
- Midnight Highway (1983.) (Sjeverna Amerika)
- Hungry Years (1986.)
- The Collection (1991.)
- No Substitutes (1992.) (SAD)
- Restless: The Best (1994.)
- Steel Glove: The Collection (1996.)
- Hot & Slow: Classics, Rocks 'n' Ballads (2000.)
- Playlist: The Very Best of Accept (2013.)

Singlovi
- "Lady Lou" (1979.)
- "I'm a Rebel" (1980.)
- "Burning" (1981.)
- "Breaker" (1981.)
- "Starlight" (1981.)
- "Fast as a Shark" (1983.)
- "Restless and Wild" (1983.)
- "Balls to the Wall" (1983.)
- "Midnight Mover" (1985.)
- "Screaming for a Love-Bite" (1985.)
- "T.V. War" (1986.)
- "Generation Clash" (1989.)
- "I Don't Wanna Be Like You" (1993.)
- "All or Nothing" (1993.)
- "Slaves to Metal" (1993.)
- "Bad Habits Die Hard" (1994.)
- "Hard Attack" (1996.)
- "The Abyss" (2010.)
- "Stampede" (2014.)
- "Final Journey" (2014.)
- "Restless and Wild" (live) (2016.)
- "The Rise of Chaos" (2017.)
- "Koolaid" (2017.)
- "Balls to the Wall" (live) (2018.)
- "Breaker" (live) (2018.)
- "Life's a Bitch" (2019.)
- "Restless and Wild" (live) (2019.)
- "The Undertaker" (2020.)
- "Too Mean to Die" (2020.)
- "Zombie Apocalypse" (2021.)